# Aphanolejeunea azorica
Aphanolejeunea azorica (V.Allorge et Ast) Pócs et Bernecker é uma hepática folhosa pertencente à família Lejeuneaceae. A espécie é um endemismo da Macaronésia, presente nos arquipélagos dos Açores e da Madeira.

## Descrição
Pequena hepática folhosa, paróica, com eixos em geral com menos de 3 mm de comprimento.
Os filídios são bi-lobados, com 0,3 mm de comprimento e 0,1 mm de largura, apresentando os lóbulos semi-unidos, formando um minúsculo saco. O lóbulo ventral, de maiores dimensões, apresenta um dente na sua parte apical, formado por uma ou duas células.
A espécie não apresenta anfigastro, mas é frequente a presença de propágulos vegetativos na forma de gemas marginais discóides. A frutificação é apenas ocasional.

## Ecologia e distribuição
Planta epífita que cresce preferencialmente sobre folhas (epífila). Ocorre em geral sobre folhas de Ilex perado e de Hedera azorica e as frondes de Trichomanes speciosum, Elaphoglossum paleaceum e Hymenophyllum tunbrigense em zonas abrigadas, ombrosas e hiper-húmidas.
Ocorre em todas as ilhas do arquipélago Açores e na ilha da Madeira.